# Alexander Kostinskij

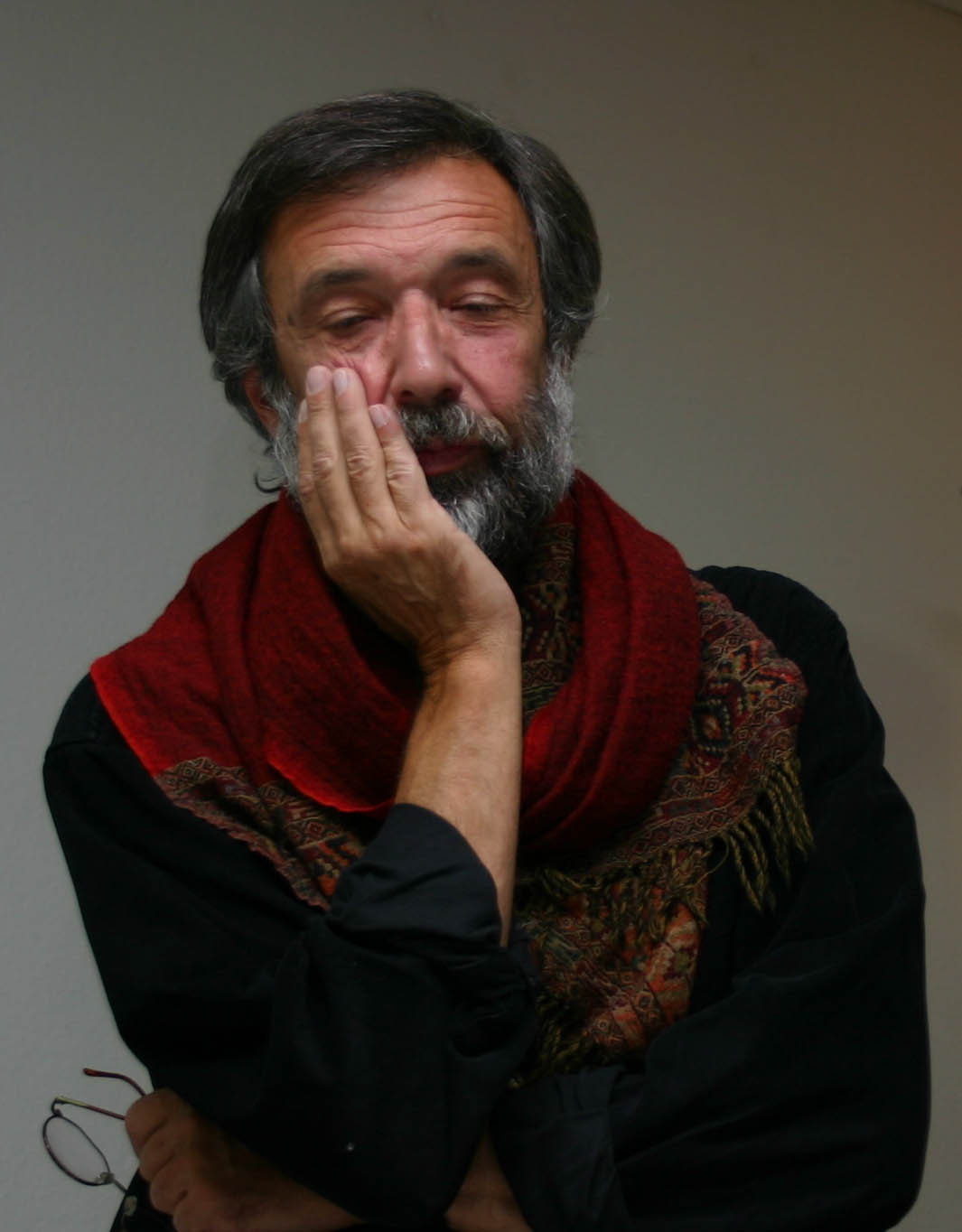
Alexander Kostinskij

Alexander Kostinskij (ukrainisch Олександр Мойшевич Костинський/Oleksandr Moischewytsch Kostynskyj; * 19. Januar 1946 in Kiew, Ukrainische SSR) ist ein ukrainisch-jüdischer Dichter, Schriftsteller und Illustrator.

## Leben
Alexander Kostinskij studierte 1970 bis 1975 an der Taras-Schewtschenko-Universität in Kiew Geschichte und Kunstgeschichte. Seit 1970 schreibt Alexander Kostinskij vor allem Kinderbücher, die in der ehemaligen Sowjetunion sehr erfolgreich sind. Er entwickelte Szenarien für Zeichentrickfilme, für die er u. a. Preise in Lille, New York, Porto, Hiroshima und Kiew erhielt. Seit 1992 lebt und arbeitet er in München. Neben seiner Arbeit als Buch- und Theaterautor ist er auch als Rundfunksprecher, Illustrator seiner eigenen Bücher, Zeichner, Maler und Märchenerzähler tätig.

## Werke
- In der ehemaligen Sowjetunion sind von ihm acht Kinderbücher erschienen.
- 1995 Der Wind umarmt mich, Zürich, ISBN 3-9520850-2-2.
- 1998 Der Hut des Krämers Ephraim, Volk & Welt, ISBN 3-353-01112-9.
- 2001 Mein Jiddisches Glück, München, ISBN 3-920821-19-X.
- 2001 Der kleine Insel-Löwe, Überraschung! ISBN 3-935746-17-2.
- 2002 Die grüne Katze, München, ISBN 3-920821-26-2. Mit Illustrationen des Autors
- 2002 Wenn wir fliegen, dann zusammen (Hörbuch), München, ISBN 3-920821-28-9.
- 2003 Der Sternenverkäufer Geschichten vom wunderbaren Tuch, München, ISBN 3-920821-38-6. Mit Illustrationen des Autors
- 2004 Der Sternenverkäufer  Freiburg 2004, ISBN 3-451-05474-4.
- 2005 Alles wird gut! Der kleine Löwe und seine Freunde. München, ISBN 3-920821-75-0. Mit Bildern von Gabriele Hafermaas.
- 2005 Ein Brief aus dem Paradies Edition Eiderbogen, Süderstapel. Mit Illustrationen des Autors.
- 2006 Ein wunderbares Hundeleben. München, ISBN 3-920821-74-2. Mit Illustrationen von Bernd Wiedemann.
- 2007 Davids Träume, München, ISBN 978-3-939905-06-6. Mit Illustrationen des Autors.
- 2007 Ein Brief aus dem Paradies (Hörbuch) Stuttgart, ISBN 978-3-7831-2858-1.
- 2008 Frosch und Hase, München, ISBN 978-3-939905-19-6. Mit Bildern von Brigitte Pülls.
- 2009 Mein Jiddisches Glück; Der Sternenverkäufer; Davids Träume; München, ISBN 978-3-939905-07-3. Alle drei Werke in einem Schuber.
- 2010 Als Lenin Tango tanzte, (Hörbuch) München, ISBN 978-3-939905-46-2.
- 2011 Der Thoraschreiber, (Hörbuch) München, ISBN 978-3-939905-24-0.
- 2012 Ein Brief aus dem Paradies, Stuttgart, ISBN 978-3-8436-0180-1.

## Ausstellungen
- Berlin
- Frankfurt am Main
- München
- Rostock
- Ranis
- Ahrenshoop
- Brüssel

Siehe auch: ukrainische Schriftsteller